# Imaginary Friends
Imaginary Friends är det andra studioalbumet av svenska progrock-bandet A.C.T.
- Bolag - Avalon Records (Remastrad och sedan utgiven på Atenzia Records)
- År - 2001
- Släppdatum - 23 mars 2001
- Antal CD - 1

## Låtlista
1. Take It Easy
2. Hippest Flop
3. A Supposed Tour
4. Biggest Mistake
5. Imaginary Friends
6. She/Male
7. Relationships
8. At The Alter
9. Svetlana
10. No Perspective
11. Second Thoughts
12. Mr. Unfaithful
13. Gamophobia
14. Little Beauty
15. Happily Ever After